# 千葉公園
千葉公園（ちばこうえん）は、千葉県千葉市中央区にある都市公園（総合公園）である。名所として千葉市の「市の花」である大賀ハスの鑑賞地となっている。

## 概要

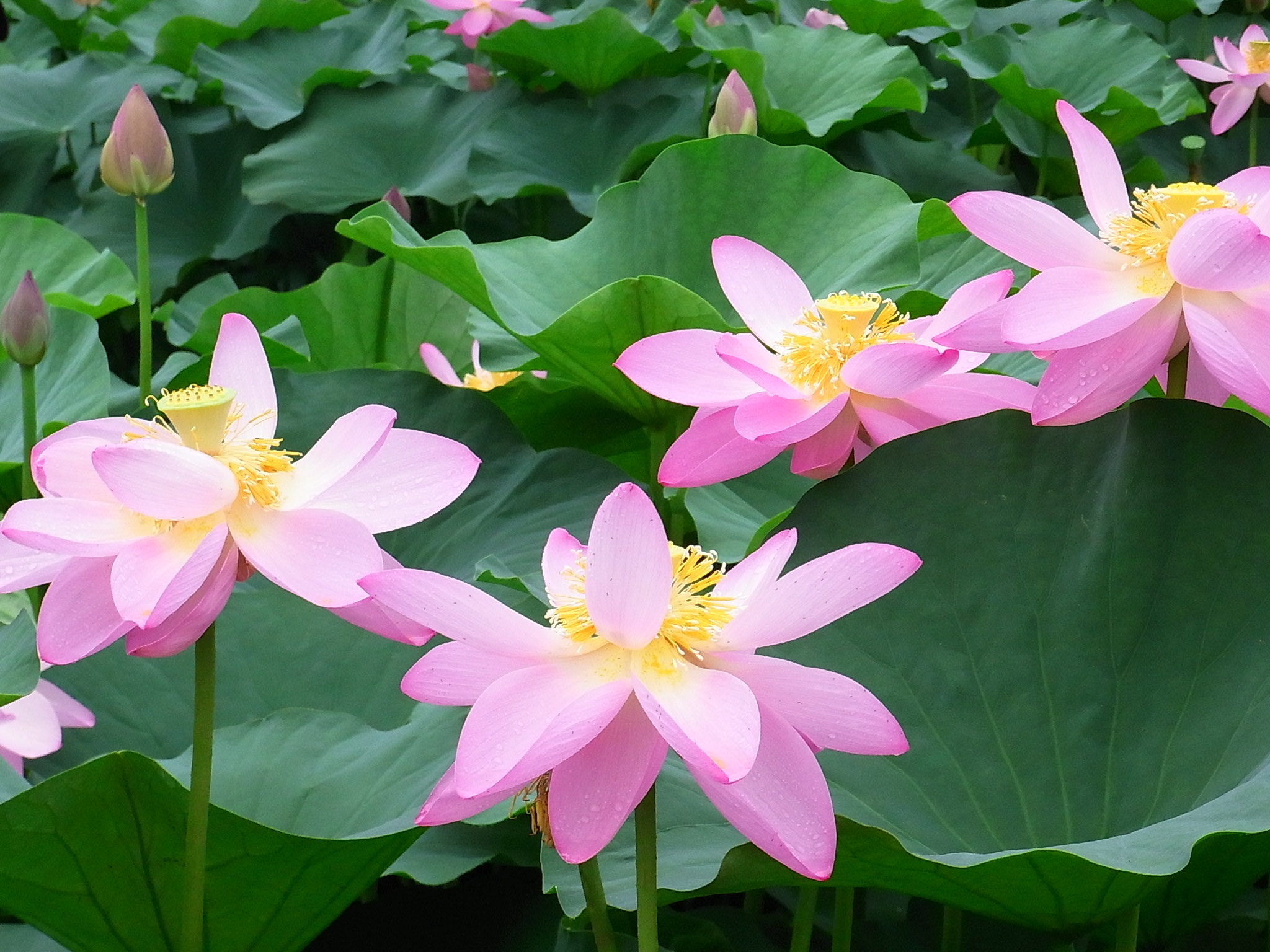
綿打池の大賀ハス（古代蓮）

千葉市初の総合公園として、1946年（昭和21年）6月に決定した戦災復興計画に基づいて陸軍の鉄道第一連隊跡地に整備された。同公園内には千葉公園野球場、千葉競輪場、プール、千葉公園体育館などの運動施設や綿打池（わたうちいけ）がある。
鉄道第一連隊跡地に整備されたため、公園内にはトンネルや橋脚など多くの遺構が残る。そのほか、公園内には好日亭（茶室）、蓮華亭（大賀ハスの展示資料館）レストラン、プール、テニスコートなど様々な施設が整備されている。
春の桜・夏の大賀ハス・秋の紅葉など四季の自然とふれあえ、ボート遊びや様々なスポーツが楽しめる。JR千葉駅の北北東約600メートル・徒歩10分の都心部にある。園内には千葉市が推進する「花のあふれるまちづくり」のシンボルキャラクターであるちはなちゃんが案内板などに利用されている。
大賀ハス祭り（6月）や大賀ハス写真展、野鳥ガイド、松の雪吊りなどイベントも多い。
また、春になると660本のソメイヨシノを始めサクラが咲く花見の名所としても知られ、初夏にはボタンやシャクヤク、6月下旬から7月の間は大賀ハス（ちば遺産100選）が花を咲き、秋にはモミジやイチョウなどの紅葉・黄葉が鑑賞、冬には綿打池にカモやカモメが訪れ、松の雪吊りが飾られるなど、四季を通じての自然鑑賞地ともなっている。

## 歴史

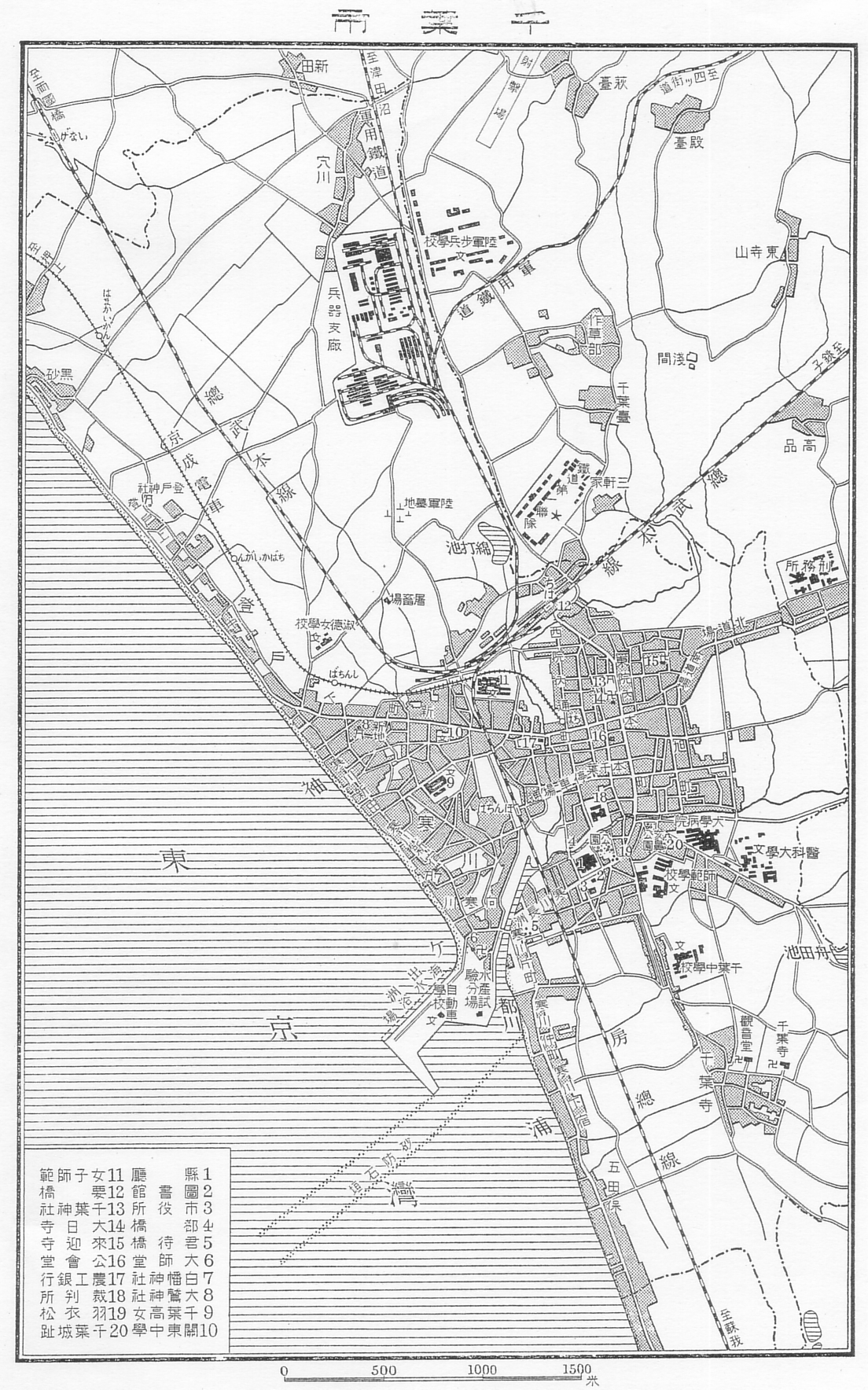
1930年頃（昭和初頭）の千葉市周辺の地図。鐵道第一聯隊は地図中央やや上の、軍用鐵道の分岐近くにあった。

江戸時代、千葉公園の辺りは、佐倉藩（堀田藩）領（千葉寺、寒川村）と旗本であった中山勘解由の領地（作草部村）との共同作業地になっていた。
1908年（明治41年）、大日本帝国陸軍は、この地に鉄道連隊を設ける。その後、1918年（大正7年）10月、津田沼（習志野市）に鉄道第二連隊ができると共に、名称も鉄道第一連隊と変わった。鉄道第一連隊は周辺一帯の演習作業場で、鉄道の保守、新設、修理をはじめ、敵地での鉄道破壊訓練も行っていた。現在でもトンネルや橋脚は遺構として公園内に保存されている。
殉職した鉄道第一連隊第2中隊所属の荒木克業大尉を悼む同連隊の兵達により銅像が建立され、1933年（昭和8年）荒木山公園（現千葉公園の一部、約4,500平方メートル）として公園が整備された。
1946年（昭和21年）2月、戦災復興都市計画が立案され、鉄道第一連隊演習場跡地に面積約21ヘクタール、総合公園「千葉公園」の建設が決定した。千葉公園の建設が始まる前であり、鉄道第一連隊演習場跡地である公園区域は樹木がほとんどない広漠とした荒地だった。
1957年（昭和32年）、公園施設としてボート池（綿打池）、野球場、体育館、競輪場（陸上競技場）のほか、猿山、運動広場、西洋式花壇などが整備された。
1959年（昭和34年）、市都市公園条例により都市公園（総合公園）として公告し、その後、公園整備が進むにしたがい樹木も生長し、緑量が増えた。また公園施設として水泳プール、、展望台、公園事務所などが整備された。
1991年（平成3年）には千葉都市モノレール千葉公園駅が開業している。

### 沿革

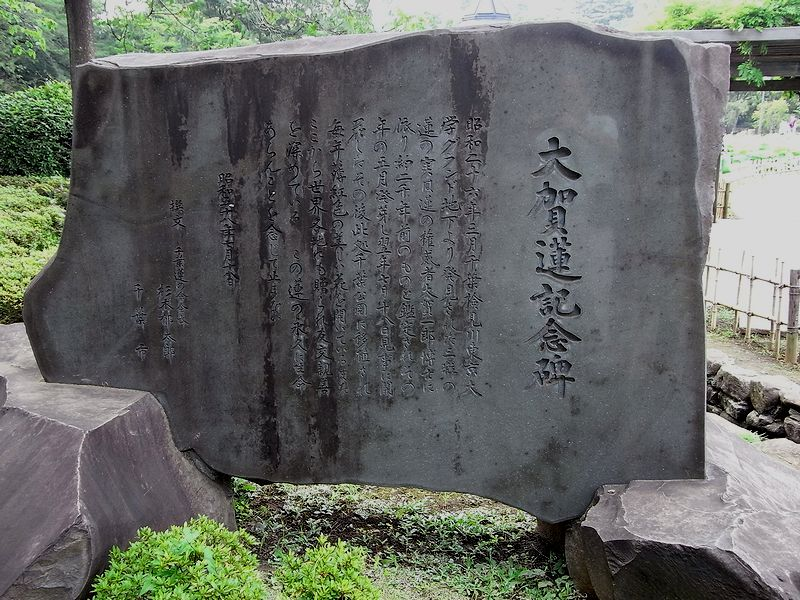
大賀蓮記念碑

- 1908年（明治41年）旧陸軍が鉄道連隊（後に鉄道第一連隊）を設け、演習場となる
- 1933年（昭和8年）荒木山公園（現千葉公園の一部、約4,500平方メートル）を建設
- 1946年（昭和21年）千葉市戦災復興都市計画にて千葉公園（総合公園・面積21.0ha）の整備を決定
- 1949年（昭和24年）公園整備が開始され、競輪場及び陸上競技場、野球場が完成
- 1952年（昭和27年）ボート池（綿打池）が完成、綿打池の一角（現菖蒲園）に大賀ハスを分根植栽
- 1956年（昭和31年）千葉公園体育館が完成
- 1959年（昭和34年）市都市公園条例により都市公園（総合公園）として公告
- 1967年（昭和42年）千葉縣護國神社が忠霊塔隣接地（旧陸軍墓地跡）に造営
- 1991年（平成3年）千葉都市モノレール「千葉公園駅」が開業
- 1992年（平成4年）綿打池・中の島の「松の雪吊り」が始まる
- 1993年（平成5年）ハス池を移転し拡張整備、大賀ハスを市の花に制定
- 1994年（平成6年）蓮華亭（イベント・展示ホール）が完成
- 1998年（平成10年）運動広場に雨水の地下貯留施設を設置
- 2012年（平成24年）東京大学緑地実験所から大賀ハスのレンコンを譲り受け、系統保存を開始
- 2013年（平成25年）千葉公園の大賀ハスが開花60周年を迎える
- 2016年（平成28年）「大賀ハスを見る会」を期間延長し「大賀ハス祭り」として開催
- 2017年（平成29年）綿打池レストハウスにウッドデッキ（126平方メートル）を設置
- 2020年（令和2年）千葉公園野球場廃止[5]
- 2024年（令和6年）野球場跡地に賑わいエリア「芝庭」が完成[6]。

### 戦跡・展示

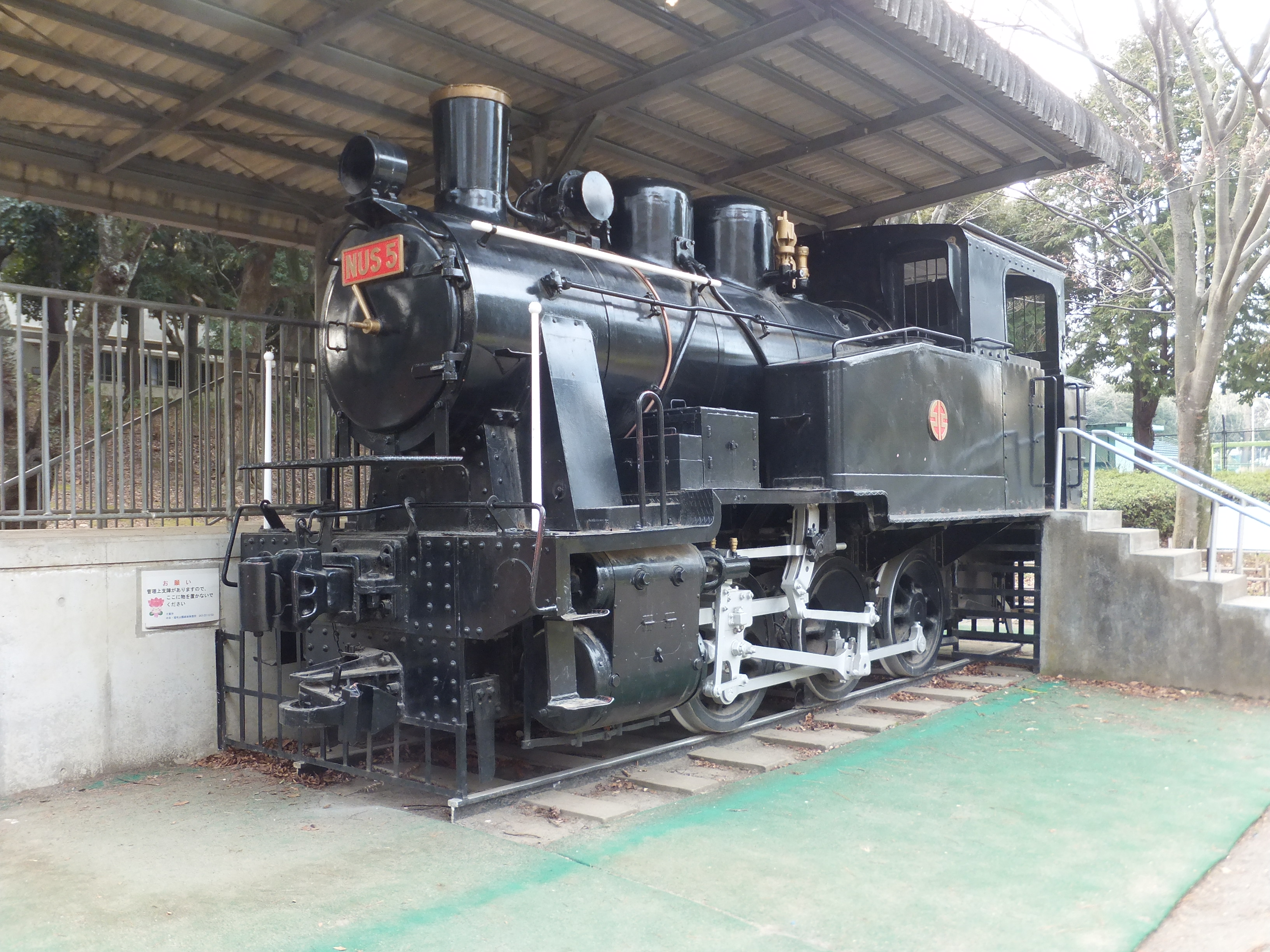
小型C型蒸気機関車

千葉市内には1908年頃の陸軍歩兵学校、気球連隊など陸軍関係の学校や施設が多く残り、公園内にも戦跡として練習用トンネル、架橋演習用橋脚、荒木山などが残されている。公園の近くにあった気球連隊の第二格納庫は2020年に解体されたが、地元町内会の要望で、2022年4月1日にその部材を使用したモニュメントが千葉公園お花見広場内に設置された。そのほか、川崎製鉄千葉製鉄所（現在のJFEスチール東日本製鉄所）において資材や原材料の運搬に使用されていた「C型タンク飽和蒸気機関車」が展示されている。
- 荒木山跡
- ウィンチ台（鉄道連隊遺構）
- 橋脚跡（鉄道連隊遺構）

## 施設

### 蓮華亭

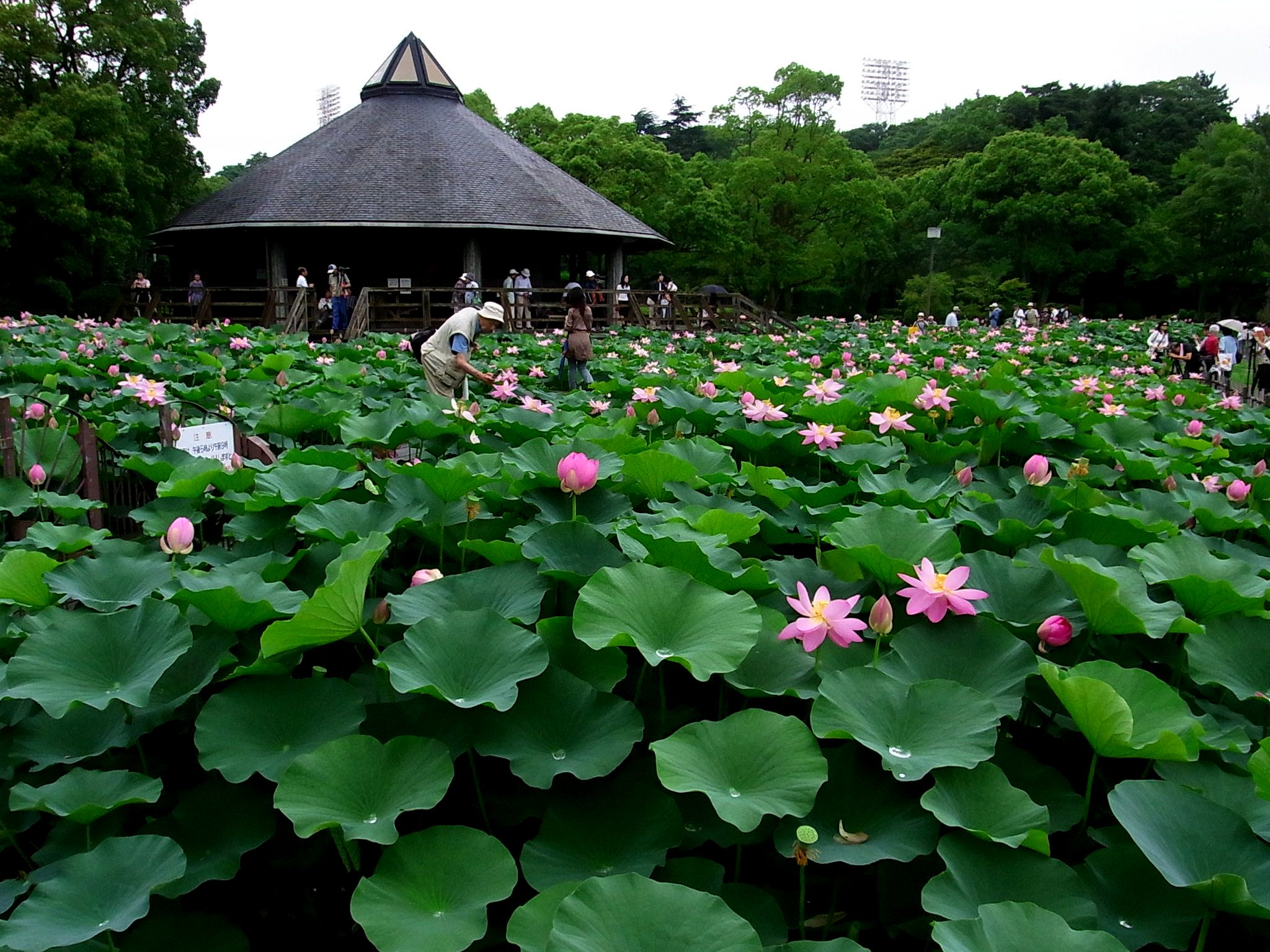
古代蓮資料館（蓮華亭）

大賀ハスの展示資料館。公園内の無料休憩場所としても利用されている。売店ではアイスクリーム、かき氷などが販売。
- 利用時間：年末年始を除く午前9時から午後5時まで（ただし大賀ハスの開花期は午前6時から）
- 施設規模：木造（一部RC造）平屋建/約170平方メートル（ハス池:約900平方メートル）

### 好日亭
1989年（平成元年）に建築された集会所（茶室）。千葉公園駅を降りてすぐの樹木に囲まれた閑静な場所にある。茶会、俳句会、会合、着付け、けいこ事、撮影など幅広く利用されている。
時期によっては、好日亭の日本庭園を一般公開（期間限定）している。モミジ、ケヤキ、サクラなど。苔やシダを保護している。

### 綿打池

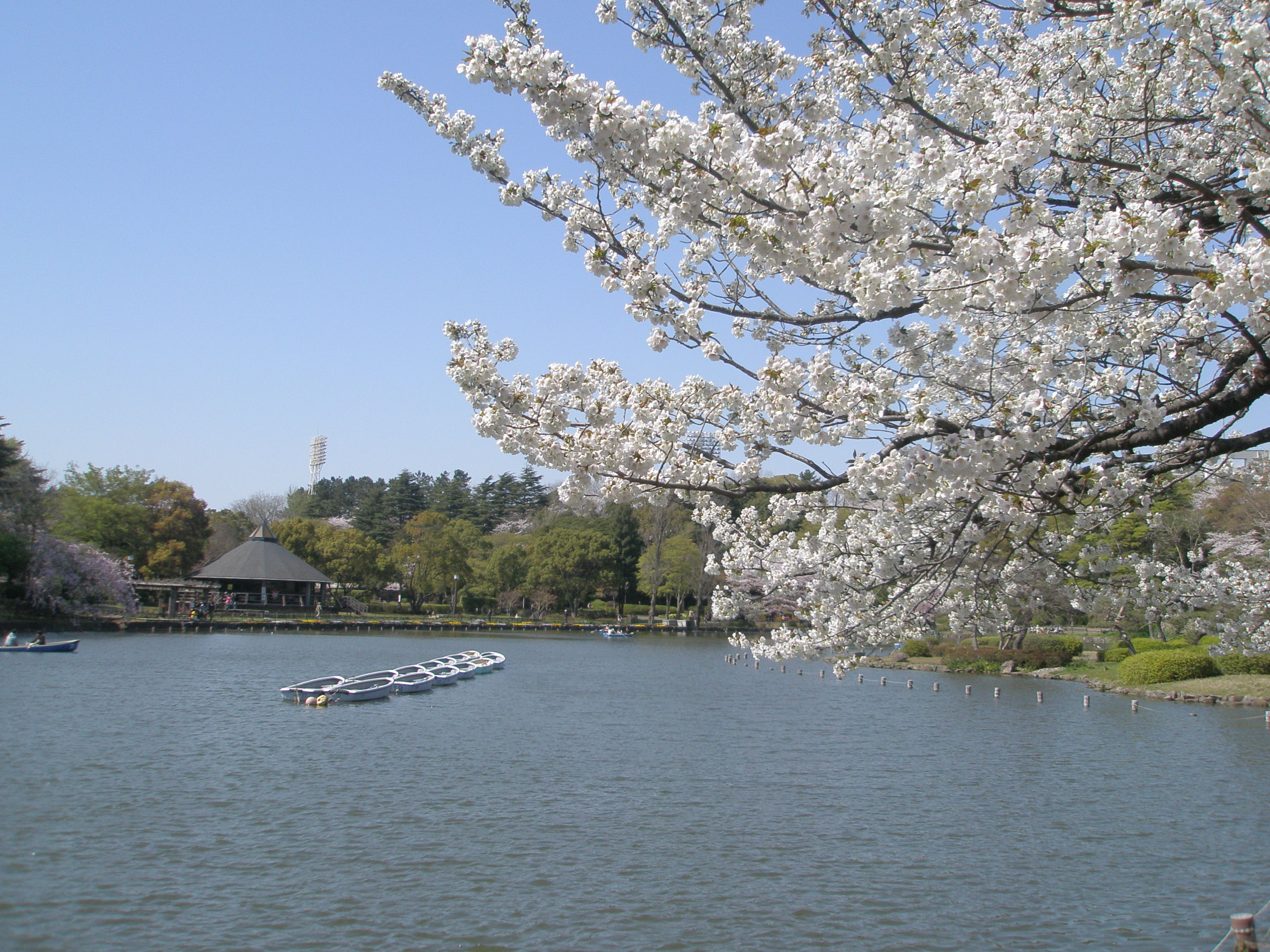
綿打池と桜

ボートの貸し出しは30分200円で、3月1日より11月末日までが営業期間であり月曜日は定休日である。

### 千葉公園総合体育館（YohaSアリーナ～本能に、感動を。）
2023年4月20日開場。旧千葉公園体育館とは別の場所、旧千葉競輪場跡地に建設。

### 千葉JPFドーム（TIPSTAR DOME CHIBA）
施設所有は公営競技用写真判定機材会社のJPF。MIXIが施設命名権を取得し「TIPSTAR DOME CHIBA」の名称を用いている。2021年開場。日本で唯一の250競走（PIST6）を行う競輪場。
建て替え前の旧千葉競輪場についてはリンク参照。

### 芝庭
2024年4月開場・千葉都市モノレール・千葉公園駅前。芝生広場をはじめ・スターバックスコーヒー・エニタイムフィットネスなどの民間施設や、自転車・スケートボード・インラインスケートコース「PIST6 PUMPTRACK CHIBA」が設置されている。

### その他の施設
- レストラン
- プール
- テニスコート

### 廃止された施設
- 千葉公園野球場 - 1949年（昭和24年）にオープン[5]。軟式野球用の球場として使われ、ナイター設備もあった。しかし、老朽化により2020年（令和2年）3月31日に千葉公園野球場は廃止された[5]。
- 千葉公園体育館 -

## ギャラリー
- 千葉県庁本庁舎から千葉公園方向を望む
- 公園内から千葉市中心部方面を望む
- 公園入口
- 公園内散策路

## 交通

### 公共交通機関

#### 鉄道
- 千葉都市モノレール2号線 千葉公園駅下車。
- JR東日本・千葉都市モノレール・京成電鉄 千葉駅・京成千葉駅下車、徒歩約10分

#### バス
- ちばシティバス
  - 穴川線（稲101）：稲毛駅 -（←穴川駅）- 作草部駅 - 弁天町 - 公園球場 - 市民会館 - 千葉駅 （- 中央二丁目 - 千葉中央駅東口 - 千葉中央駅西口）
  - 穴川線（稲102）：稲毛駅 -（←穴川駅）- 作草部駅 - 弁天町 - 公園球場 - 市民会館 - 千葉駅 - 郷土博物館・千葉県文化会館 - 中央博物館 - 大学病院 - 市立青葉病院 - 川戸都苑
- 千葉内陸バス
  - 西千葉線（C62）：千葉駅東口 - 院内町 - 財務局 - 国立千葉医療センター - 正善院 - 都賀小学校 - 作草部駅 - 東高校 - 西千葉駅 - 商高前 - 護国神社入口 - 中央図書館 - 千葉駅北口

### 自動車

#### 高速道路
- 京葉道路 穴川IC
  - 国道126号を千葉方面へ進み「千葉競輪場入口」を右折

#### 駐車場
- 園内駐車場完備（1日最大700円）